# Żydowo (powiat wrzesiński)
Żydowo – wieś w Polsce położona w województwie wielkopolskim, w powiecie wrzesińskim, w gminie Kołaczkowo.
W latach 1975–1998 miejscowość należała administracyjnie do województwa poznańskiego.